# ورنی (فرانسه)
ورنی (به فرانسوی: Vernie) یک کمون در فرانسه است که در Canton of Beaumont-sur-Sarthe واقع شده‌است.

## خصوصیات
ورنی ۱۰ کیلومتر مربع مساحت و ۳۲۹ نفر جمعیت دارد.